# Alejandro Jáuregui
Alejandro Eduardo Jáuregui, Gurí (22 de enero de 1946 - 1 de octubre de 2020), fue un cantante de música folklórica de Argentina, con registro de bajo, fundador y líder del Quinteto Tiempo.

## Trayectoria
Alejandro Jáuregui nació en Buenos Aires radicándose en La Plata para realizar allí sus estudios terciarios en la Escuela de Bellas Artes. Él se considera porteño y platense, y se reconoce como "hincha fanático" del Club Estudiantes de La Plata. Desde adolescente tuvo inclinación por las causas sociales, y estuvo preso tres meses en 1963 por organizar un campeonato de fútbol para recaudar fondos para los trabajadores en huelga de los astilleros de Ensenada.
Desde los 12 años es amigo de Eduardo Molina. En la década de 1960, ambos integraron el Coro Escuela de Bellas Artes, un conjunto folklórico llamado Los Quiaqueños y finalmente, en 1966, el Quinteto Vocal Tiempo, con Miguel Ángel Coloma, Sarita Masi y Guillermo Masi, dirigidos y siguiendo los arreglos de Jorge Cumbo, por entonces ya un reconocido músico de La Plata.
Desde entonces se sucedieron las actuaciones, destacándose su adhesión al Movimiento del Nuevo Cancionero, liderado por Armando Tejada Gómez y Mercedes Sosa, y participan en El Chasqui, un espectáculo realizado por Armando Tejada Gómez en el estadio del Club Atlético Huracán en Buenos Aires. En enero de 1969 son contratados para actuar en el Festival de Cosquín, el más importante de la música folklórica de Argentina. 
Cómo Quinteto Vocal Tiempo no grabaron ningún álbum propio. Su primera grabación fue en el álbum Promoción 69 (1969), junto a otras figuras destacadas del Festival de Cosquín de ese año, donde interpretan "Pobladora de luz" y "Refalosa del adiós". En 1970 grabaron su primer simple, para el sello Musicamundo, con los temas "La raíz de tu grito" y "Te recuerdo Amanda" (V. Jara). Ese mismo año graban "Canción con todos" junto a César Isella, autor de la música.
En abril de 1971 obtuvieron el tercer premio en el Primer Festival de la Nueva Canción Argentina con los temas "Poema para despertar a un niño" de Alfredo Rubio y Jorge Cumbo. Graban "Breve historia de Juan" con Chañy Suárez y César Isella, incluido en el álbum Hombre en el Tiempo de este último; participan en el histórico espectáculo Las Ruinas del Olvido, de Armando Tejada Gómez, realizado en las Misiones Jesuíticas de San Ignacio.

### Quinteto Tiempo
Entre 1968 y 1971 el grupo había cambiado algunos de sus integrantes, ingresando Rodolfo Larumbe en 1969, Ariel Gravano en 1970 y Santiago Suárez en 1971. Ellos tres junto a Alejandro Jáuregui y Eduardo Molina, compondrían una formación estable, dirigidos por Carlos Groisman, que no sufriría más cambios en adelante, circunstancia inusual entre los grupos musicales. En 1972 adoptaron el nombre Quinteto Tiempo y grabaron su primer álbum El río está llamando (1973), tomando para título una canción de Julio Lacarra sobre la insurrección popular conocida como el Cordobazo.
A partir de 1975 y sobre todo con la dictadura instalada en 1976 el grupo sufrió amenazas y censura, lo que le impidió difundir su trabajo en Argentina. Con esas restricciones grabaron entre 1975 y 1982 cinco álbumes y participaron en festivales internacionales y trabajos en conjunto con otros importantes artistas latinoamericanos.
En 1984, con la recuperación de la democracia en Argentina, volvieron a poder lanzar un álbum en su país, su séptimo trabajo propio, titulado simplemente Quinteto Tiempo. Desde entonces se destacó su obra de difusión de la nueva canción latinoamericana (Vamos a andar) y Quinteto Tiempo canta a Armando Tejada Gómez (2002).

## Obra

### Álbumes

#### Con el Quinteto Tiempo
1. El río está llamando, EMI-Odeón, Buenos Aires, 1973
2. Quinteto Tiempo Vol 2, EMI-Odeón, Buenos Aires, 1975 (prohibido en Argentina y distribuido sólo en el exterior)
3. El pueblo unido, Amiga RD, Alemania, ? (prohibido en Argentina y distribuido sólo en el exterior)
4. Quinteto Tiempo Vol 3, EMI-Odeón, Buenos Aires, 1975 (prohibido en Argentina y distribuido sólo en el exterior)
5. Canto del pueblo argentino, Love Records, Finlandia, 1978
6. De lejos vengo, Yasi Musical, Paraguay, 1982
7. Quinteto Tiempo, EMI, 1984
8. Vamos a andar, Todas las voces
9. ...y otras pasiones,
10. Somos lo que éramos, Fonocal, 1993
11. QT canta a Armando Tejada Gómez, Fonocal, 2002
12. Éramos lo que somos, Fonocal
13. Vivo, Fonocal, 2004
14. Antológico, Fonocal, 2006